# Vịnh Gdańsk

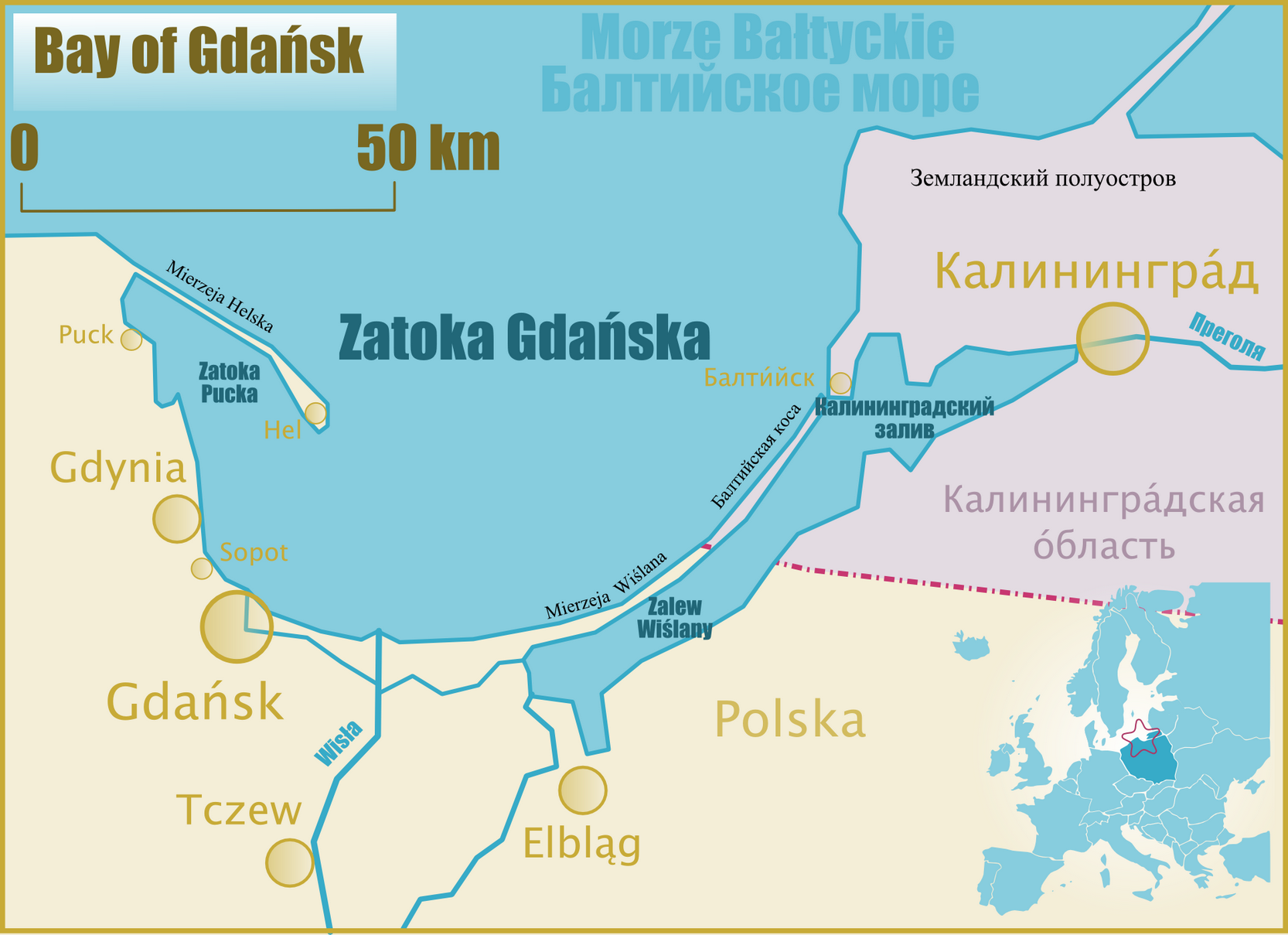
Vịnh Gdańsk

Vịnh Gdańsk (tiếng Ba Lan: Zatoka Gdańska); (tiếng Kashubian: Gduńskô Hôwinga); tiếng Nga: Гданьская бухта), cũng gọi là Vịnh Danzig (tiếng Đức: Danziger Bucht), là 1 vịnh ở phía đông nam Biển Baltic. Vịnh được gọi theo tên thành phố cảng kề bên Gdańsk (Danzig) ở Ba Lan.

## Địa lý
Phần phía tây của Vịnh Gdańsk được hình thành bởi vùng nước nông của Vịnh Puck. Phần phía đông nam là Phá Vistula (Vistula Lagoon), ngăn cách bởi Mũi Vistula và nối với biển khơi bởi Eo biển Baltiysk.
Vịnh được bao quanh bởi 1 đường cong rộng của bờ biển Gdańsk Pomerania ở Ba Lan (Mũi Rozewie, Bán đảo Hel) và Kaliningrad Oblast của Nga (Bán đảo Sambian). Bờ vịnh có 2 bờ đất cát rất dài là bán đảo Hel và Mũi Vistula. Bán đảo Hel làm thành Vịnh Puck, Mũi Vistula làm thành Phá Vistula.
Chiều sâu tối đa của Vịnh là 120 m, và độ mặn là 0.7%.

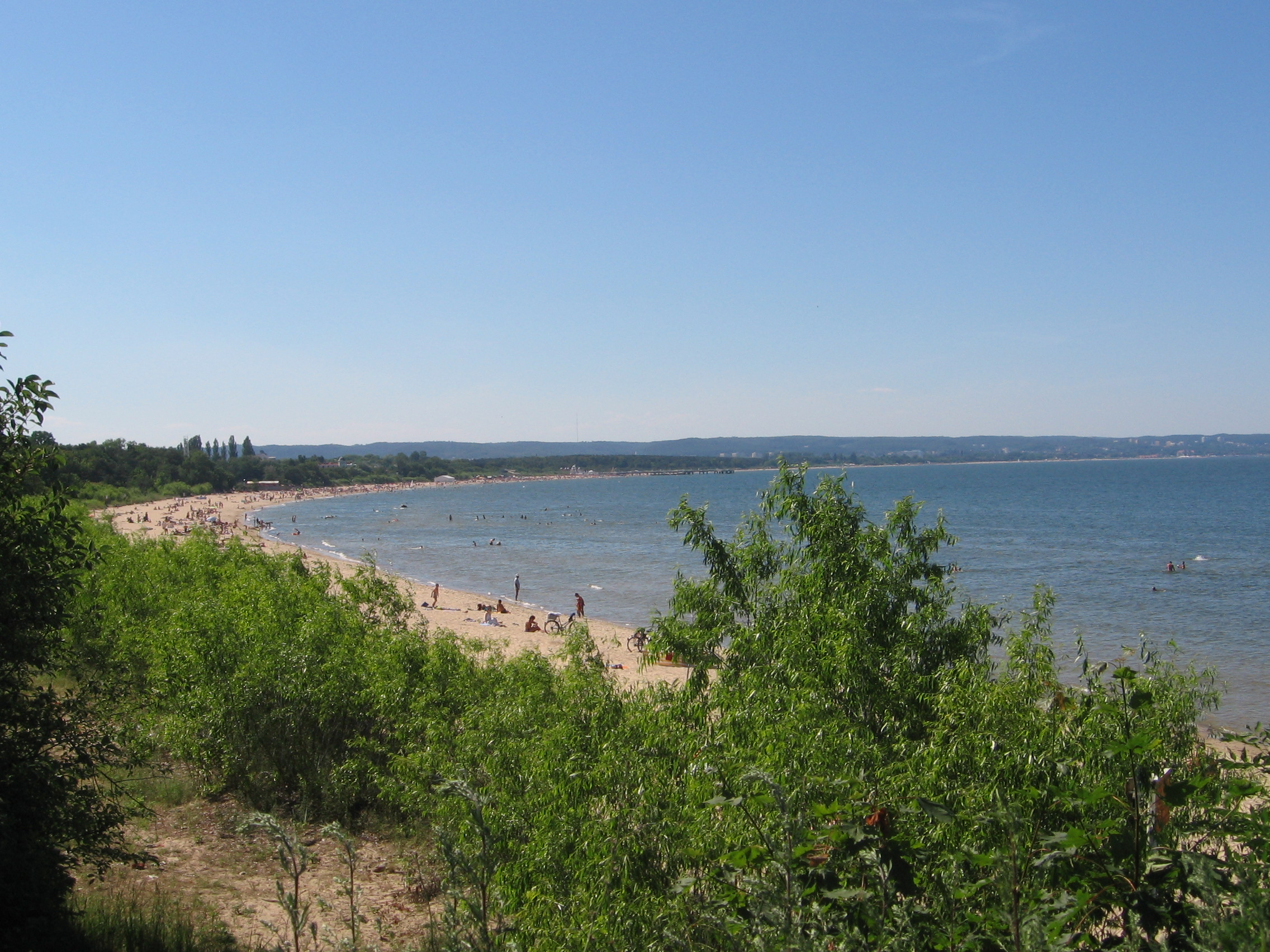
Bãi biển của Vịnh Gdańsk.

Các thành phố cảng và duyên hải lớn của Vịnh là Kaliningrad, Primorsk, Baltiysk (của Nga) và Gdańsk, Gdynia, Puck, Sopot, Hel (của Ba Lan).
Các sông chính đổ ra Vịnh Gdańsk là sông Pregolya và Vistula. Vịnh nhận nước từ sông Vistula trực tiếp qua ba nhánh sông Leniwka, Śmiała Wisła, và Martwa Wisła; và gián tiếp qua Phá Vistula bằng hai nhánh Nogat và Szkarpawa.

## Lịch sử
Vịnh Gdańsk cũng là nơi diễn ra cuộc hải chiến trong cuộc Xâm lăng Ba Lan (1939) dẫn tới cuộc Thế chiến thứ hai.
54°28′59″B 18°57′31″Đ / 54,48306°B 18,95861°Đ